# Arlette Farge
Arlette Farge (* 14. September 1941 in Charleville) ist eine französische Historikerin und Forschungsdirektorin an der EHESS in Paris.

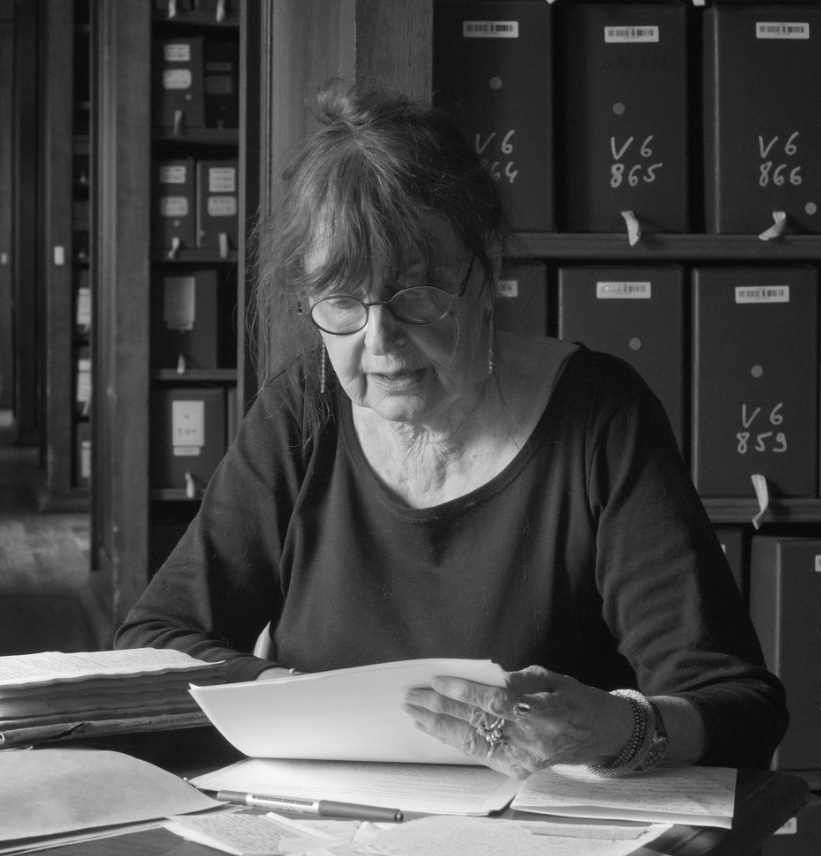
Arlette Farge

Arlette Farge besuchte das Mädchengymnasium Lycée Hélène Boucher in Paris und begann ein Jurastudium. Sie wollte Jugendrichterin werden, wechselte dann aber zur Geschichte. Nach dem DEA-Abschluss ging sie 1969 an die Cornell University, wo sie die amerikanische Bürgerrechts- und Frauenbewegung miterlebte. Bei den französischen Feministinnen fühlte sie sich aber als Mutter diskriminiert, wie ein „Geistlicher, der heiratet“. 1974 wurde sie an der Universität Paris-Nanterre bei Robert Mandrou, einem Historiker der Annales-Schule, mit einer Dissertation über Nahrungsmitteldiebstahl in Paris im 18. Jahrhundert promoviert (Le vol d’aliment à Paris au XVIIIe siècle). Sie blieb weiter auf das 18. Jahrhundert spezialisiert, speziell auf die ärmsten Bevölkerungsschichten in Paris und später Frauengeschichte.
Dabei verfolgt sie den Ansatz der von italienischen Historikern wie Carlo Ginzburg entwickelten microstoria. Sie forscht vorzugsweise in Polizeiarchiven und schrieb auch ein Buch über das Arbeiten in Archiven. Die Gerichtsarchive seien fast die einzige Quelle über die ärmsten Bevölkerungsschichten und ihre Mentalität, über das Geringe und winzig Kleine und vor allem über Kinder. Die emotionale Erschütterung durch die Dokumente sei weniger eine Bedrohung der Forschungsobjekte, sondern stelle bisherige Vorlieben und Ideologien in Frage. Ihre Veröffentlichungen bewahren trotz akribischer Quellenarbeit eine gute Lesbarkeit.
Arlette Farge ist Forschungsdirektorin des CNRS an der École des hautes études en sciences sociales (EHESS) in Paris. Sie komoderiert Radiosendungen zu historischen Themen bei France Culture (Les Lundis de l’histoire, La Fabrique de l’Histoire).

## Auszeichnungen
1979 erhielt Arlette Farge den Prix Gabriel Tarde für ihr Buch Vivre à Paris dans la rue au XVIIIe siècle, 2016 den Dan David Prize, 2020 den Prix de la Société Des Gens de Lettres de France (SDGL). Sie ist Chevalier de l’ordre des Arts et des Lettres.

## Schriften (Auswahl)
Eine Literaturliste ist auch auf der Homepage an der EHESS zu finden.
- Instants de vie, Paris, EHESS 2021, ISBN 978-2-7132-2815-5.
- Vies oubliées. Au cœur du XVIIIe siècle, La Découverte, 2019, ISBN 978-2-348-04573-8.
- Paris au siècle des Lumières, Paris, Le Robert, 2017, ISBN 978-0-320-09283-1.
- La révolte de Mme Montjean. L’histoire d’un couple d’artisans au siècle des Lumières, Paris, Albin Michel, 2016
- Comment vient une passion, Éditions La Pionnière, 2016
- Les Passants, Éditions La Pionnière, 2016
- La Capucine s’adonne aux premiers venus. Récits, suppliques, chagrins au XVIIIe siècle. Avec des peintures de Valérie du Chéné, Éditions La Pionnière, 2014.
- La Déchirure. Souffrance et déliaison sociale au XVIIIe siècle, Bayard, 2013.
- Un ruban et des larmes, procès en adultère au XVIIIe siècle, des Busclats, 2011.
- Condamnés au XVIIIe siècle, éditions Thierry Magnier, collection Troisième Culture, 2008.
- Essai pour une histoire des voix au dix-huitième siècle, Bayard, Paris 2009.
- Le Silence, le souffle, Éditions La Pionnière, Paris 2008.
- mit Laurent Turcot: Flagrants Délits sur les Champs-Élysées : Les dossiers de police du gardien Federici (1777–1791). Mercure de France, Paris 2008.
- Effusion et tourment, le récit des corps. Histoire du peuple au XVIIIe siècle, Paris, Odile Jacob, 2007
- mit Myriam Cottias (Hrsg.): De la nécessité d’adopter l’esclavage en France. Texte anonyme de 1797,  Paris, Bayard 2007, ISBN 978-2-227-47704-9.
- Quel bruit ferons-nous? Les Prairies Ordinaires, Paris 2005.
- mit Jean-François Laé, Patrick Cingolani, Franck Magloir: Sans visages, L’impossible regard sur le pauvre. Bayard, 2003.
- Le Bracelet de parchemin. L’écrit sur soi au XVIIIe siècle Bayard, Paris 2003.
- La Nuit blanche Seuil, Paris 2002.
- mit Cécile Dauphin: Séduction et sociétés : approches historiques Seuil, Paris 2001.
- Les dahlias sont rouge sang La Pionnière, Paris 2000.
- La Chambre à deux lits et le cordonnier de Tel Aviv Seuil, Paris 2000.
- mit Jean-François Laé: Fracture sociale, Paris, Desclée de Brouwer, 2000.
- Des lieux pour l’histoire Seuil, Paris 1997.
- Le Goût de l’archive Seuil, Paris 1989.
  - deutsche Übersetzung: Der Geschmack des Archivs, Wallstein 2011, ISBN 978-3-8353-0598-4.
- mit Cécile Dauphin: De la violence et des femmes, Paris, Albin Michel, 1997.
- Les Fatigues de la guerre Gallimard, Paris 1996.
- L’histoire sociale. In: François Bédarida (Hrsg.): L’Histoire et le métier d’historien en France 1945–1995, Paris, Éditions de la Maison des Sciences de l’Homme 1995, S. 281–300
- Le Cours ordinaire des choses dans la cité du XVIIIe siècle Seuil, Paris 1994.
- Dire et mal dire, l’opinion publique au XVIIIe siècle Seuil, Paris 1992.
  - deutsche Übersetzung: Lauffeuer in Paris: die Stimme des Volkes im 18. Jahrhundert, Stuttgart: Klett-Cotta 1993, ISBN 978-3-608-93200-3.
- mit Natalie Zemon Davis: Histoire des femmes XVIe siècle–XVIIIe siècle. Band 3, Plon, Paris 1991.
  - deutsche Übersetzung: Geschichte der Frauen, Band 3: Frühe Neuzeit, Frankfurt: Campus, 1994
- mit Jacques Revel: Logiques de la foule, l’affaire des enlèvements d’enfants – Paris 1750, Paris, Hachette, 1988
  - deutsche Übersetzung: Logik des Aufruhrs. Die Kinderdeportationen in Paris 1750, Frankfurt am Main, Fischer, 1989, ISBN 978-3-596-31257-3
- La vie fragile : Violence, pouvoirs et solidarités à Paris au XVIIIe siècle, Paris, Hachette, 1986
  - deutsche Übersetzung: Das brüchige Leben: Verführung und Aufruhr im Paris des 18. Jahrhunderts, Wagenbach 1989
  - englische Übersetzung: Fragile lives : violence, power and solidarity in eighteenth-century Paris, Harvard UP 1993
- mit Michel Foucault: Le Désordre des familles, lettres de cachet des archives de la Bastille, Paris, Gallimard Julliard, 1982
  - englische Übersetzung: Disorderly Families. Infamous Letters from the Bastille Archives, University of Minnesota Press, 2016
- Le miroir des femmes (Bibliothèque bleue), Paris, Montalba, 1982, Neudruck 2000
- Vivre dans la rue à Paris au XVIIIe siècle, Paris, Gallimard, 1979, TB 1992
- Les artisans malades de leur travail. In: Annales. Band 32, 1977, S. 993–1006.
- Délinquance et criminalité : le vol d’aliments à Paris au XVIIIe siècle, Paris, Plon, 1974